# Ягільниця (станція)
Ягі́льниця — проміжна залізнична станція Тернопільської дирекції Львівської залізниці на неелектрифікованій лінії Біла-Чортківська — Стефанешти між станціями Товсте (10 км) та Біла-Чортківська (13 км). Розташована в селищі Нагірянка Чортківського району Тернопільської області.

## Історія
Бурхливий розвиток залізниць Австро-Угорщини у XIX столітті не оминув невелике село Ягільниця. Завдяки значній фінансовій підтримці австрійського уряду у 1887 році побудували дільницю Біла-Чортківська — Стефанешти. Через станцію почали курсували поїзди з Тернополя на Буковину. Тоді ж була відкрита станція Ягільниця, зведений типовий вокзал у «подільському» стилі: двоповерхова симетрична будівля з мансардним дахом, прикрашена пілястрами та рустикою. Подібні споруди дуже поширені в південній частині Тернопільської області. Вокзал зберіг свій зовнішній вигляд понині, переживши дві війни та сувору погоду. Особливо погода відзначилась узимку 1907 року: через рясний снігопад поїзд, що курсував із Заліщиків до Чорткова, застряг неподалік станції, тому пасажирів довелося санями доправляти до вокзалу станції Ягільниці.
З 15 грудня 2006 року змінені найменування роздільних та зупинних пунктів у Тарифному керівництві 4 на підставі статті 7 Статуту залізниць України (457—98) і клопотання Львівської залізниці, в тому числі і станція Ягільниця, яка також на російській мові має назву рос. Ягильныця.
14 червня 2017 року на станції відбувалися навчання із залученням усіх аварійно-рятувальних служб, матеріальних резервів та людських ресурсів, з максимально наближеними умовами до реальних подій.

## Пасажирське сполучення
На станції Ягільниця зупинялися приміські поїзди (наразі пасажирське сполучення припинено на невизначений час).
| Рух поїздів по станції Ягільниця | Рух поїздів по станції Ягільниця | Рух поїздів по станції Ягільниця |
| №                                | Маршрут сполучення               | Періодичність курсування         |
| -------------------------------- | -------------------------------- | -------------------------------- |
| 6270                             | Заліщики — Тернопіль             | Щоденно                          |
| 6271                             | Тернопіль — Заліщики             | Щоденно                          |
| 6274                             | Заліщики — Тернопіль             | Щоденно                          |
| 6277                             | Тернопіль — Заліщики             | Щоденно                          |